# Этингер, Яков Яковлевич
Я́ков Я́ковлевич Этингер (12 августа 1929, Минск — 5 августа 2014, Москва) — советский и российский историк-африканист, политолог, публицист, общественный деятель, доктор исторических наук, профессор.

## Семья
Настоящие родители: отец — Лазарь Яковлевич Ситерман, известный в Белоруссии профессор-терапевт. В 1916 году он окончил медицинский факультет Тартуского университета. Во время первой мировой войны служил военным врачом в русской армии, а потом в Красной Армии. Много лет был ассистентом в терапевтической клинике медицинского факультета Белорусского университета, а затем заведовал кафедрой пропедевтики внутренних болезней Минского медицинского института. Профессор, доктор медицинских наук, заслуженный деятель науки БССР. Автор книг и статей, главным образом по сердечно-сосудистым заболеваниям.
Мать — Вера Соломоновна была из состоятельной семьи — её отец, Соломон Лифшиц, был известным филантропом, в Минске на его средства была построена больница для бедных. Её дед, прадед Якова, Григорий Лифшиц, был широко известен в торгово-промышленных кругах России, являлся купцом Первой гильдии. Во время русско-турецкой войны 1877—1878 годов он в качестве интенданта занимался снабжением русской армии обмундированием. Вера Соломоновна окончила высшее учебное заведение для женщин в дореволюционной России — Бестужевские курсы в Петербурге.
Родители погибли во время Холокоста — отец в 1941 году, мать в 1942 году. Их сын Яков был спасен няней Марией Петровной Харецкой. В 1997 году решением комиссии по присвоению звания Праведника народов мира, созданной при Национальном институте памяти катастрофы и героизма Яд ва-Шем в Иерусалиме, она удостоена посмертно звания праведницы мира и награждена медалью Праведника народов мира за то, что в годы фашистской оккупации рисковала своей жизнью ради преследуемых евреев. Её имя высечено на Стене почета в Аллее праведников Яд ва-Шем.
Приемные родители, — врачи Яков Гиляриевич Этингер, друг его отца, и его жена Ревекка Константиновна Викторова — усыновили его в 1947 году. Я. Г. Этингер был доктором медицинских наук, профессором, заведующим кафедрой Второго медицинского института, консультантом лечебно-санитарного управления Кремля, известным кардиологом.
Яков в знак признательности к ним взял новые отчество и фамилию. М. П. Харецкая жила в их семье вплоть до кончины в 1961 году.

## «Дело врачей»
Приемные родители были арестованы в преддверии «дела врачей». Я. Г. Этингер, арестованный в 1950 году, скончался в Лефортовской тюрьме в 1951 году, перенеся во время заключения 29 сердечных приступов, десять из которых происходили в кабинете следователя. Р. К. Викторова, арестованная в 1951 году, была приговорена к 10 годам лишения свободы, освобождена в 1954 году.
Яков Яковлевич Этингер также был арестован в 1950 году, находился в Лефортовской тюрьме, причем почти полгода в одиночной камере, неоднократно подвергался избиениям. По обвинению в антисоветской деятельности он был приговорен к 10 годам заключения в особый лагерь. Сначала его отправили этапом на Колыму, но из одного из пересылочных лагерей возвратили в Лефортово, где снова начались допросы, целью которых было выбить показания для фабрикации «дела врачей» 1953 года. Яков выстоял. После пребывания в Лефортовской тюрьме был отправлен в Вятлаг (Кировская область), где в тяжелейших условиях работал на лесоповале. Освобождён в конце 1954 года.

## Образование и научная деятельность
Яков Этингер окончил в 1948 году с серебряной медалью среднюю школу, был студентом-экстерном исторического факультета МГУ. После освобождения из заключения восстановлен на историческом факультете МГУ, который окончил в 1956 году. В 1961 году стал кандидатом (диссертация «Экспансия западногерманского империализма на Арабском Востоке и в Африке после второй мировой войны»), а в 1970 году — доктором исторических наук (диссертация в двух томах «Политические проблемы межгосударственных отношений в Африке: эволюция и организационные формы»). Профессор.
С 1956 по 1989 год работал в Институте мировой экономики и международных отношений Академии наук СССР (ИМЭМО), пройдя путь от библиотекаря до главного научного сотрудника. Один из крупнейших российских африканистов. Автор 10 книг и около 500 статей по международно-политическим и этническим проблемам стран Африки и Азии, многие работы изданы за рубежом. Почётный член семи зарубежных академий.

## Общественная деятельность
В КПСС никогда не состоял. С 1989 года на пенсии. В 1988 году был одним из организаторов общества «Мемориал»; входил в состав его оргкомитета и первой рабочей коллегии.
В конце 1980-х — начале 1990-х годов — сопредседатель Московского объединения жертв политических репрессий. Был членом правления созданного А. Д. Сахаровым общественно-политического клуба «Московская трибуна». Был заместителем председателя образованной в 1990 году правозащитной ассоциации «Гражданский мир»; членом совета управляющих Международной ассоциации историков по изучению корней, причин и последствий сталинизма в России и других странах; и членом Международной федерации прав человека в Париже. Участвовал в создании научно-просветительного центра «Холокост», занимающегося изучением преступлений нацистов в годы второй мировой войны в отношении евреев.
Один из инициаторов создания в 1990 году Ассоциации евреев — бывших узников гетто и фашистских концлагерей, член Совета этой ассоциации. Был членом Совета международного союза общественных объединений евреев — бывших узников фашизма, организованного в январе 2000. Участник многих международных конференций и семинаров по вопросам прав человека, проблемам антисемитизма и нацизма в современном мире. В течение последних 10 лет своей жизни неоднократно выступал с лекциями в научных центрах Западной Европы, США, Израиля, а также в Совете Европы в Страсбурге в 1992.

## Публицист
В 90-х годах опубликовал в российской и зарубежной печати большое количество статей по проблемам сталинизма, политических репрессий в СССР и антисемитизма в Советском Союзе. Автор, в частности, многих публикаций о «деле врачей». Статьи печатались в газетах и журналах России, США, Германии, Англии, Франции, Италии, Израиля, Испании, Нидерландов, Бельгии, Греции, Финляндии, Венгрии, Японии, Эстонии, Латвии. Много писал об опасностях, связанных с активизацией фашистских и профашистских кругов, с растущей деятельностью ряда организаций экстремистского толка, создающих в обществе атмосферу тревоги и страха. Я. Я. Этингер постоянно выступал против публикаций и открытой продажи антисемитской литературы. Был постоянным автором «Международной еврейской газеты» («МЕГ»). В 2003 был признан читателями «Лучшим автором „МЕГ“-2003».

## Труды
- Экспансия ФРГ в арабских странах и Африке. М., 1962.
- Политические проблемы африканского единства. М., 1967
- Межгосударственные отношения в Африке. М., 1972
- Межгосударственные организации стран Азии и Африки. М., 1976.
- Это невозможно забыть: Воспоминания / Ред. О. А. Зимарин. — М., 2001. Архивная копия от 29 ноября 2010 на Wayback Machine
- От Холокоста до Беслана: Сборник статей на политические темы М., 2004